# チャカレロ

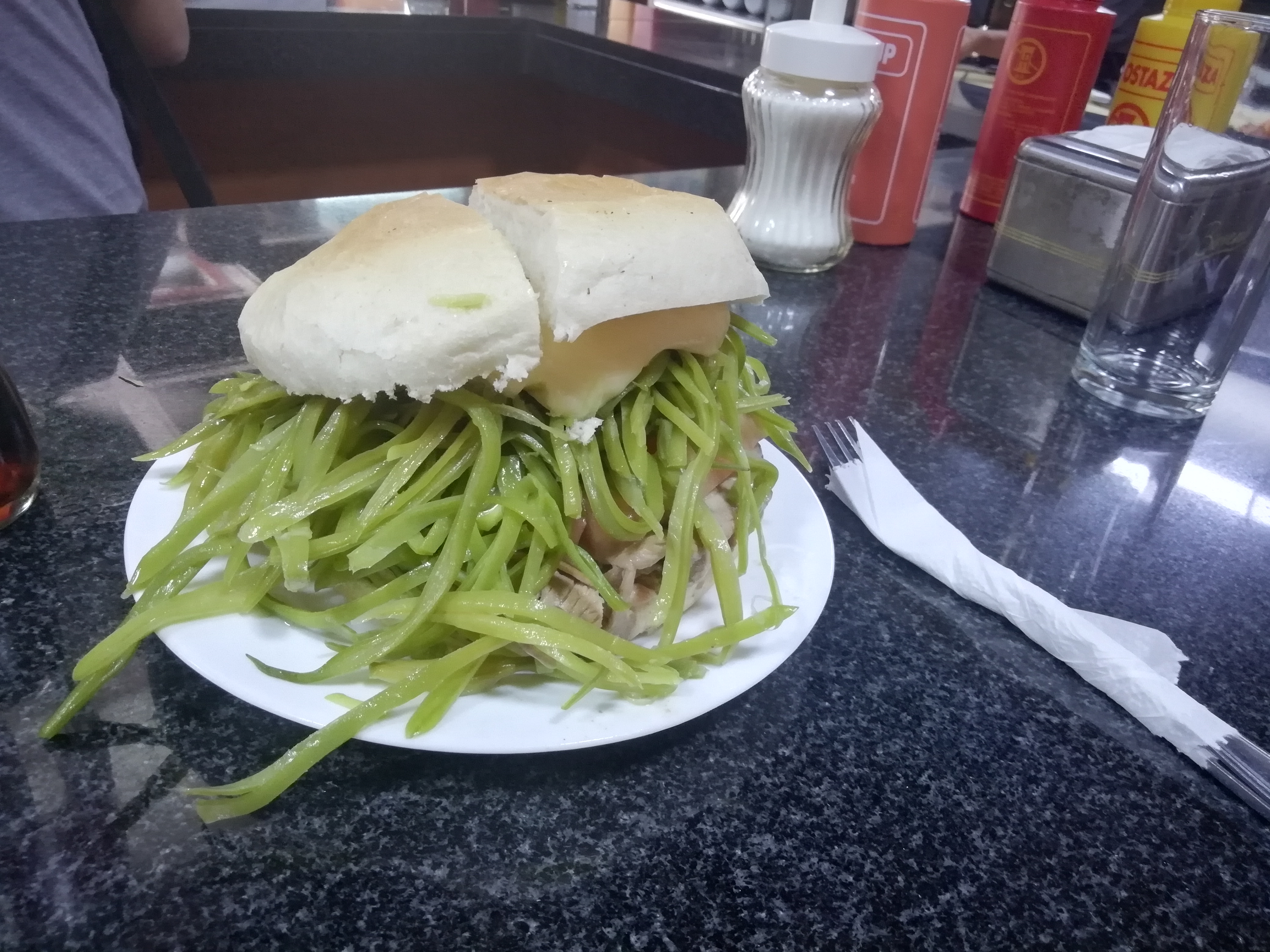
チャカレロの例（サンティアゴ）

チャカレロ（スペイン語: chacarero）は、チリで食されているサンドイッチ。チリの名物グルメとされる。
ソテーした薄切り牛肉の上にサヤインゲンを乗せたサンドイッチである。
牛肉の代わりに豚肉を用いる、唐辛子を加えるなど、さまざまなバリエーションがある。